# ان‌پی کامل
در نظریه پیچیدگی محاسباتی NPیکی از بنیادی‌ترین کلاس‌ها است. NP مخفف عبارت «Non-Deterministic Polynomial» است که به زمان اجرای آن اشاره دارد.

NP مجموعهٔ کلیه مسائل تصمیم‌گیری است که پیدا کردن جواب بله برای آن‌ها شامل اثبات ساده‌ای است که جواب حقیقتاً باید بله باشد. به‌طور دقیق تر این اثبات‌های ساده باید قابل بررسی در یک زمان اجرای چندجمله‌ای در یک ماشین تورینگ قطعی باشد. در مقابل این تعریف NP مجموعه مسائل تصمیم‌گیری نامیده می‌شود که در یک زمان اجرای چندجمله‌ای در یک ماشین تورینگ غیرقطعی قابل بررسی باشند. کلاس پیچیدگی P یکی از اعضای NP است اما NP شامل کلاس‌های مهم دیگری نیز هست؛ که پیچیده‌ترین آن‌ها NP-Complete است به‌طوری‌که برای آن‌ها هیچ الگوریتم شناخته شده قابل اجرا در زمان چندجمله‌ای وجود ندارد .

مهم‌ترین سؤالی که اکنون برای این کلاس‌ها در این نظریه وجود دارد این است که آیا P=NP؟ این سؤال می‌پرسد که آیا چنین الگوریتمی واقعاً برای مسائل NP-Complete و در کل NP وجود دارد یا خیر. این باور گسترده وجود دارد که این تساوی نمی‌تواند درست باشد.

## تعاریف رسمی
NP را می‌توان به وسیلهٔ NTIME نیز تعریف کرد:
```
(NP=∪NTIME(n^k
```

## مقدمه
بسیاری از مسئله‌های معمول علوم کامپیوتر در حوزهٔ مسائل NP قرار دارند. مخصوصاً مدل تصمیم‌گیری بسیاری از مسائل جستجو و بهینه‌سازی در حوزهٔ NP قرار دارد.
نمونه‌هایی از زمینه‌هایی که شامل مسائل NP می‌شوند عبارتند از:
مانند جبر بولی، گراف، طراحی شبکه، زیست‌شناسی، فیزیک جدید، نظریه اعداد، نظریه بازی‌ها و پازل‌ها، نظریه زبان‌ها و ماشین‌ها و .. .

### تعریف بر پایهٔ بررسی‌کننده
به منظور تعریف این چنین NP بیایید مسئلهٔ مجموع زیر مجموعه‌ها را در نظر بگیرید. فرض کنید به ما تعدادی عدد صحیح داده شده‌است مثلاً {-۷و-۳و-۲ ۵و ۸و} و ما می‌خواهیم بدانیم که آیا مجموع اعضای یکی از زیر مجموعه‌های آن صفر می‌شود یا نه؟ در این مثال جواب بله است زیرا اعداد −۳، ۵ و −۲ می‌توانند این شرط را بررسی کنند.
هنگامیکه مقدار اعداد صحیح ورودی زیاد شود تعداد زیر مجموعه‌ها به صورت توانی افزایش می‌یابد و در حقیقت مسئله فوق یک مسئله NP-Complete است.
در هر حال توجه شود که اگر به ما یک زیر مجموعه مشخص بدهند (بعضی اوقات گواه نامیده می‌شود) ما به راحتی می‌توانیم بررسی کنیم که آیا مجموع آن صفر است یا خیر. (تنها با جمع کردن اعضای آن زیر مجموعه) و اگر مجموع صفر باشد آن زیر مجموعه یک شاهد برای این است که جواب بله است. الگوریتمی که بررسی می‌کند آیادرزیر مجموعه داده شده مجموع اعضا صفر است بررسی‌کننده نامیده می‌شود.
یک مسئله را عضو NP می‌نامند اگر و فقط اگر یک بررسی‌کننده برای آن وجود داشته باشد که در زمان اجرای
چندجمله‌ای اجرا شود.
در مورد مسئله مجموع زیر مجموعه‌ها نیز بررسی‌کننده تنها نیازمند زمان اجرای خطی است که این دلیلی است برای اینکه این مسئله NP است.
توجه شود که در تعریف بر پایهٔ بررسی‌کننده NP نیازمند یک بررسی‌کننده به عنوان گواه برای جواب نه نیست. آن کلاس مسائلی که شامل یک شاهد این چنینی هستند CO-NP نامیده می‌شود. در حقیقت یک سؤال بدون جواب دیگری در اینجا وجود دارد که آیا تمام مسائل NP دارای یک گواه برای جواب نه هستند و در نتیجه CO-NP می‌شوند.

### تعریف ماشینی
معادل تعاریف قبلی این تعریف نیز وجود دارد که می‌گوید :

NP مجموعه مسائل تصمیم‌گیری است که قابل حل شدن در یک زمان اجرای چندجمله‌ای در یک ماشین تورینگ غیرقطعی می‌باشد.
مثال
در اینجا یک فهرست نا کامل از مسائل NP را بیان می‌کنیم:
تمام مسائل P (برای یک گواه مسئله P ما می‌توانیم کلاً گواه را نادیده بگیریم و مسئله را در زمان اجرای چندجمله‌ای حل کرد. همچنین توجه شود که یک ماشین تورینگ قطعی یک ماشین تورینگ غیر قطعی است که از هیچ‌کدام از توانایی‌های غیرقطعی اش استفاده نمی‌کند.
مسئله پیدا کردن مقسوم علیه‌های یک عدد صحیح: دو عدد صحیح N و K داده شده‌اند. می‌خواهیم بدانیم آیا عدد صحیحی مثل F وجود دارد که ۱<F<K و N بر F بخش پذیر باشد.
مسئله یکریختی دو گراف که یکریخت بودن دو گراف را بررسی می‌کند.
حالت‌های متفاوت مسئله دست فروش دوره‌گرد که در آن می‌خواهیم بدانیم آیا مسیری هست که از تمام گره‌ها در یک شبکه عبور کند.
مسئله درستی منطقی که در آن می‌خواهیم بدانیم آیا یک فرمول منطقی در زبان منطق می‌تواند به ازای مقادیری از متغیرها راست باشد یا خیر.

### برابری تعاریف
دو تعریف برای NP یکی به عنوان مجموعه مسائلی که قابل حل با ماشین تورینگ غیرقطعی در زمان اجرای چندجمله‌ای هستند و دیگری مجموعه مسائلی که دارای یک بررسی‌کننده با زمان اجرای چندجمله‌ای در یک ماشین تورینگ قطعی هستند با هم معادلند. اثبات این برابری در بسیاری از کتاب‌ها آمده‌است به‌طور مثال در کتاب:
Sipser’s Introduction to the theory of computation section ۷٫۳
برای نشان دادن این ابتدا فکر کنیم که یک بررسی‌کننده قطعی داریم یک ماشین تورینگ غیرقطعی می‌تواند به راحتی به صورت غیرقطعی بررسی‌کننده را بر روی تمام حالات ممکن از رشته‌ها بررسی کند. (این کار تنها نیازمند مراحل چند جمله گونه است زیرا این ماشین می‌تواند با حرکات غیرقطعی کاراکتر بعدی را در رشتهٔ مورد نظر را در هر مرحله پیدا کند و طول رشتهٔ داده شده نیز باید محدود به چندجمله‌ای باشد) اگر یکی از این رشته‌های بررسی‌کننده معتبر باشد بعضی از مسیرها مورد قبول واقع می‌شوند و اگر هیچ رشته‌ای معتبر نباشد رشته یک زبان به حساب نمی‌آید و پس داده می‌شود.
از طرف دیگر فرض کنیم ما یک ماشین تورینگ غیرقطعی به نام A داشته باشیم و یک زبان L به آن ارائه کنیم. در هر کدام از مراحل با شمار چندجمله‌ای این ماشین، شاخه‌های درخت محاسبه با یک عدد صحیح ثابت مشخص می‌شوند که نشان دهندهٔ جهت هاست. وجود حداقل یک راه درست الزامی است و رشته‌ای که این مسیر را مشخص می‌کند گواهی برای بررسی‌کننده است. پس از آن اثبات‌کننده می‌تواند به صورت قطعی A را به صورت عبور از مسیر پذیرفته شده و بررسی اینکه ار آخر نیز پذیرفته می‌شود پیاده‌سازی کند. اگر A داده را قبول نکند هیچ راه پذیرفته شده‌ای وجود ندارد و بررسی‌کننده هیچ‌گاه به جواب بله نمی‌رسد.

## چرا بعضی از مسائل NP به سختی حل می‌شوند؟
به این علت که بسیاری مسئلهٔ مهم در این کلاس وجود دارد تلاش‌های فراوانی برای پیدا کردن الگوریتم‌هایی با زمان اجرای چندجمله‌ای برای مسائل NP صورت گرفته‌است. با این وجود باز هم مسائلی از NP باقی می‌مانند که در برابر این تلاش‌ها مقاومت می‌کنند و به نظر می‌رسد که نیازمند زمان اجرای فراتر از چندجمله‌ای هستند. اینکه آیا این مسائل اصلاً قابل بررسی در زمان اجرای چندجمله‌ای هستند یا خیر از بزرگ‌ترین مسائل در علم کامپیوتر است. (به مسئله P=NP مراجعه شود)
یکی از مفاهیم مهم در این مبحث مجموعه مسائل NP-Complete است که زیر مجموعهٔ NP به‌شمار می‌آید و به صورت غیررسمی تر می‌تواند به عنوان سخت‌ترین مسائل NP به‌شمار بیایند. اگر یک الگوریتم زمان اجرای چندجمله‌ای حتی برای یکی از این مسائل پیدا شود آنگاه برای تمام این مسائل الگوریتمی با زمان اجرای چندجمله‌ای پیدا خواهد شد.
بنا بر این علت و همچنین این علت که تاکنون تمامی تحقیقات برای بدست آوردن چنین الگوریتمی برای هر یک از این مسائل به شکست منجر شده‌است، هنگامیکه ثابت می‌شود مسئله‌ای NP-Complete است پیدا شدن الگوریتمی با زمان اجرای چندجمله‌ای برای آن بعید به نظر می‌رسد.

## رابطه با سایر کلاسها
NP شامل تمام مسائل P می‌شود زیرا هر کس می‌تواند با نادیده گرفتن شواهد حل مسئله هر نمونه از این مسائل را حل کند. NP در PSPACE موجود است. برای نشان دادن این کافی است یک ماشین PSPACE درست کنیم که بر روی تمام رشته‌های گواه گردش کند و هر کدام را به یک بررسی‌کننده زمان اجرای چندجمله‌ای ارائه دهد. از آنجا که این ماشین تنها می‌تواند بیت‌هایی با تعداد چندجمله‌ای را بخواند نمی‌تواند در فضاهایی فراتر از چندجمله‌ای به کار رود و نمی‌تواند بررسی‌کننده‌ای را بپذیرد که زمان اجرایی فراتر از چندجمله‌ای نیاز دارد (بنابر این ما نیازی نداریم تا گواه‌هایی را بررسی کنیم که زمان اجرای طولانی تری دارند)
NP همچنین در مجموعه EXPTIME موجود است. به این علت که الگوریتمیکسانی برای آن در زمان اجرای توانی موجود است.
CO-NP شامل آن سری مسائلی است که گواه‌های ساده‌ای برای نادرست بودن دارند که بعضی اوقات مثال نقض نامیده می‌شود. برای مثال تست اول بودن یک عدد صحیح در حوزهٔ CO-NP قرار می‌گیرد زیرا می‌توان غیر اول بودن یک عدد را به راحتی با پیدا کردن یک عامل آن مشخص کرد. NP و CO-NP در کنار هم در اولین سطح بالای P درسلسله مراتب چندجمله‌ای‌ها قرار دارند.
NP تنها برای ماشین‌های جبری تعریف می‌شود. اگر ما به بررسی‌کننده توانایی احتمالی بودن را نسبت دهیم (به‌طور خاص ماشین BPP) به کلاس MA می‌رسیم که قابل حل با قراداد آرتور- مرلین بدون برقراری ارتباط بین آرتور و مرلین است.
NP کلاس مسائل تصمیم‌گیری است کلاس مشابه آن برای راهبرد کلاس توابع FNP است.

## خصوصیات دیگر
ویژگی منطقی ساده‌ای در NP وجود دارد. NP شامل زبان‌های مرتبهٔ دوم منطق است که استفاده از متغیرهای جهانی را بر روی روابط؛ مجموعه‌ها و توابع مانع شده باشند.
NP را می‌توان به چشم یک سیستم اثبات متقابل بسیار ساده نگاه کرد که اثبات‌کننده یک شاهد اثبات ارائه می‌کند و بررسی‌کننده در یک زمان اجرای چندجمله‌ای به صورت قطعی آن را بررسی کند. این اثبات کامل است زیرا یک رشتهٔ اثبات صحیح پذیرفته می‌شود و مانع است زیرا بررسی‌کننده پذیرفته نمی‌شود اگر رشتهٔ اثبات صحیحی وجود نداشته باشد.
یک نتیجه‌ای مهم نظریه پیچیدگی اینست که NP می‌تواند به صورت مسائلی دسته‌بندی شود که با اثبات‌های مبتنی بر بررسی احتمال قابل بررسی باشند. به‌صورتی که بررسی‌کننده از تعداد (O(log n بیت تصادفی استفاده می‌کند و در هر مرحله تعداد ثابتی از بیت‌ها را به عنوان رشتهٔ اثبات (کلاس PCP (logn،۱)) ارزیابی می‌کند. به صورت غیررسمی تر می‌توان گفت بررسی‌کنندهٔ NP که در قبل معرفی شد را می‌توان با بررسی‌کننده‌ای عوض کرد که با تکنیک «بررسی نقطه به نقطه» چندین نقطه در رشتهٔ اثبات را بررسی می‌کند؛ و به این ترتیب می‌توان با چند محاسبهٔ ساده می‌توان جواب درست را با احتمال بالا بدست آورد. با این روش می‌توان نتایج زیادی دربارهٔ سختی مسائل بهینه‌سازی را اثبات کرد

## روش‌های حل مسائل NP

### محدودسازی (restriction)
با محدودسازی ساختمان داده‌های ورودی (مثال: گراف مسطح)، معمولاً الگوریتم‌های سریعتر قابل استفاده خواهند بود.

### تصادف سازی(Randomization)
از تصادف‌سازی برای به دست آوردن زمان اجرای میانگین سریعتر استفاده می‌شود. همچنین به الگوریتم اجازه می‌دهند که برخی از احتمالات کم و بی‌اهمیت را نادیده بگیرد.

### تقریب سازی(Approximation)
به جای جستجو برای راه بهینه، به دنبال نزدیک‌ترین به واقع باشیم

### مکاشفه‌ای(Heuristic)
پاسخی به ما می‌دهد که به‌طور منطقی در بسیاری از حالات خوب هستند، ولی هیچ تضمینی بر این نیست که همواره پاسخ صحیح و بهینه را بدهند.

### پارامتر سازی(Parameterization)
اگر برخی از پارامترها ثابت باشند، معمولاً راه حل‌های سریعی هستند.
مثال
مدل تصمیم‌گیری مسئلهٔ دست فروش دوره‌گرد NP به حساب می‌آید. یک ماتریس فاصلهٔ بین N شهر از ورودی گرفته می‌شود. مسئله این است که آیا مسیری وجود دارد که از همهٔ شهرها بگذرد و طول آن کمتر از K باشد. یک ماشین تورینگ غیرقطعی می‌تواند مسیر را به صورت زیر پیدا کند.
از هر شهر تمام شهرهای همسایه را بررسی می‌کند تا هنگامیکه تمام شهرها را ملاقات کند و اگر به بن‌بست برسد بلافاصله متوقف می‌شود.
در پایان بررسی می‌کند که آیا طول مسیر کمتر از K است. این بررسی از (O(n است.
می‌توان این‌طور فکر کرد که هر حدس یک کپی از ماشین تورینگ است که راه‌های ممکن را پیش رو می‌گیرد و اگر حداقل یک ماشین یک مسیر کوتاهتر از K پیدا کند آن ماشین ورودی را می‌پذیرد. (متناظرا این مسئله را می‌توان این‌طور در نظر گرفت که یک ماشین تورینگ وجود دارد که همواره جواب درست را حدس می‌زند)
جستجوی دودویی بر روی فواصل ممکن می‌تواند این مسئلهٔ تصمیم‌گیری را به یک مسئلهٔ بهینه‌سازی تبدیل کند.

## نتیجه‌گیری
مسائل NP در زمان نمایی با توجه به مقدار ورودی اجرا می‌شوند. واژه «NP کامل» بدین معنی است که یک مسئله ارزش این را ندارد که سعی شود به صورت بهینه کامل حل شود.
مسئله تصمیم‌گیری p ∈ NP را NP-کامل گویند اگر تمام مسئله‌های تصمیم‌گیری NP در زمان چندجمله‌ای قابل تبدیل (قابل کاهش) به p باشند.